# Cognac
 For alternative betydninger, se Cognac (flertydig). (Se også artikler, som begynder med Cognac)
 Der er for få eller ingen kildehenvisninger i denne artikel, hvilket er et problem. Du kan hjælpe ved at angive troværdige kilder til de påstande, som fremføres i artiklen.

Cognac er en fransk brændevin af brandy-typen fra området Cognac.
Cognac er destilleret hvidvin fra et afgrænset område og lagret på fad.
Til cognac bruges hovedsageligt druen ugni blanc, der høstes tidligt og giver en syrlig hvidvin med en alkoholprocent på omkring 8 %. Den destilleres to gange og lagres på fade af eg fra Limousin eller Tronçais.
Destillatet (eau-de-vie) lagres i mange år og kontrolleres løbende af kældermesteren, der vurderer, hvornår det ikke kan udvikle sig mere. Destillatet vil da have en alkoholprocent på mellem 40 og 43.
Det blandes oftest med andre destillater for at opnå den af kældermesteren ønskede smag. Enkelte producenter laver enkeltmarks- og vintage-cognac.
Efter at destillaterne er blandet, hviler de op til 12 år og mindst seks måneder. Hviletiden hedder mariage. Først derefter kommer cognacen på flaske.
Cognacens kvalitet bliver målt ud fra, hvor længe den har hvilet, og man tæller fra den førstkommende 1. april efter destilleringen:
- V.S. (Very Special) eller tre stjerner er den yngste mærkede cognac med en alder på mindst 2 år. Vieux er en klassifikation, som formelt er ligesom V.S., men som normalt forventes at ligge mellem V.S. og V.S.O.P.
- V.S.O.P. (Very Superior Old Pale), V.O. (Very Old) eller Réserve kræver en alder på mindst 4,5 år. Napoléon er en uformel klassifikation, som følger de gamle regler for X.O., hvor cognacen har lagret mindst 6 år.
- X.O. (Extra Old) er cognac med en alder på mindst 10 år (indtil april 2018 mindst 6 år). Extra, Vieille Réserve og Hors d'Age kræver en alder på mindst 6 år (den gamle definition på X.O.), men forventes ældre end X.O. Hors d'Âge er normalt betegnelsen på den ældste cognac.